# ملك جمال لبنان
ملك جمال لبنان هي مسابقة تقام سنويا لاختيار رجل شاب ليصبح ملك جمال لبنان، حيث يقوم بمهمات ونشاطات إنسانية كما يمثل لبنان على الصعيد العالمي والدولي أول مسابقة لملك جمال لبنان أقيمت عام 1995وتم تتويج هادي الأسطا ليكون أول ملك جمال للبنان.
- الفائزون بمسابقة ملك جمال لبنان تخرجوا ليصبحوا ممثلين ومقدمين برامج إضافة إلى عارضين أزياء وهذه المسابقة قامت بتصنيف وتقديم الرجال اللبنانين والعرب عموم على أنهم رجال أكثرهم وسامة وجاذبية في العالم.
- لم تعقد المسابقة في العالم 2006بسبب ظروف الحرب التي اندلعت في تموز
- الكثير منهم حققوا شهرة كبيرة أمثال وسام حنا أكثرهم شهرة وحاز على المركز الخامس في برنامج رقص النجوم وغسان مولى الذي كانت لهما تجربة في التقديم والغناء وعبد الرحمن بلعة الذي ظهر بالعديد من الفيديوكليبات لمادلين مطر مي حريري وميليسا وملك جمال العالم 2012 علي حمود الذي حصد جائزتين في المسابقة أفضل جسم والأكثر وسامة ظهر مع شيرين عبد الوهاب وريم الشهراني في كليب ومين أختار عام 2014.
- وفي أغسطس 2013توج أيمن موسى ملكا وهو خريج الجامعة الأمريكية اللبنانية ودرس التصميم الداخلي الذي ميزه عن جميع المتسابقين في السنوات السابقة وظهر أيضا مع نانسي عجرم في كليب ما تجي هنا
- العديد منهم وقعوا عقودا مع وكالة نضال بشراوي للموضة وعرض الأزياء وقدموا عروضا مع أهم المصممين العالمين، المسابقة تقوم برعايتها وزارة السياحة اللبنانية وتعرض على شاشة إم تي في اللبنانية .

## حملة الألقاب
- 1995: هادي الأسطا
- 1997: غسان المولى
- 1998: ستيف باسمادجيان
- 2000: عمر محيو
- 2001: عزيز عبدو
- 2003: أسعد طربيه
- 2004: أنطوني حكيم
- 2005: وسام حنا
- 2007: باسل أبو حمدان
- 2008: محمد شمس الدين
- 2009: عبد الرحمن بلعة
- 2010: روي عماد
- 2011: محمد الحاج
- 2012: رودولف بو نادر
- 2013: أيمن موسى
- 2014: ربيع الزين
- 2015: فريد مطر
- 2016: بول اسكندر[1]
- 2017: مايكل خوري [2]
- 2018: رامي عطالله[3]
- 2019: محمد صندقلي[4]
- 2021:هادي فخر الدين[5]
- 2022:سيف الوليد حرب[6]
- 2024: ماريو الحاج [7]

## الممثلون في المسابقات العالمية

### ملك جمال العالم
- 1996: هادي الأسطا: لم يتأهل
- 1998: غسان المولى: لم يتأهل
- 2000: عمر محيو: توب 10
- 2003: أسعد طربيه: الوصيف الأول
- 2007: أنطوني حكيم: توب 12
- 2010: عبد الرحمن بلعة: المركز الرابع
- 2012: رودولف بو نادر: توب 10
- 2014: أيمن موسى: لم يتأهل
- 2016: لبنان لم يمثَّل
- 2019: جان-بول بيطار: توب 12

### ملك الجمال الدولي
- 1999: جيمس غوريل: الوصيف الأول
- 2002: عمر حلاحل: المركز الرابع
- 2006: وسام حنا: فاز باللقب
- 2007: باسل أبو حمدان: الوصيف الرابع
- 2008: محمد شمس الدين: الوصيف الأول
- 2009: مارسيلينو جبرايل: الوصيف الثاني
- 2010: محمد عرابي: لم يتأهل
- 2011: محمد الحاج: لم يتأهل
- 2012: علي حمود :فاز باللقب
- 2013: فراس عباس
- 2014: ربيع الزين: الوصيف الأول
- 2015: فريد مطر: توب 15
- 2016/2017: بول إسكندر: فاز باللقب
- 2018: مايكل خوري: توب 16
- 2019: محمد طه: توب 20

### مان هانت
- 2005: وسام حنا: المركز الحادي عشر
- 2006: رفيق أبو زيد: لم يتأهل
- 2007: بيدرو كيوان: المركز الرابع عشر
- 2010: مراد معوض: المركز السادس
- 2011: مارسلينو جبرايل: لم يتأهل
- 2012: إيلي نجم: لم يتأهل
- 2016: بلال زاويل: المركز السادس
- 2017: غايتان عثمان: الوصيف الثاني
- 2018: باتريك ضاهريه: المركز السادس